# Kondrotas
Kondrotas ist ein litauischer männlicher Familienname.

## Weibliche Formen
- Kondrotaitė (ledig)
- Kondrotienė (verheiratet)

## Namensträger
- Jonas Kondrotas (1943–2022),  Agronom und Politiker,  Vizeminister für Landwirtschaft
- Simas Kondrotas (* 1985), Radrennfahrer